# Marcella Mesker
Marcella Antoinette Mesker (Den Haag, 23 mei 1959) is een Nederlands tenniscommentator en voormalig professioneel tennisspeelster. 

## Biografie
Marcella Mesker bereikte de 31e positie op de wereldranglijst (in maart 1983, en later nogmaals aan het einde van het seizoen 1986) en won in 1986 het WTA-toernooi van Oklahoma. In het dubbelspel won zij tien titels. Zij bereikte de dubbelspelfinale van het Australian Open 1979 met de Australische Leanne Harrison en de halve finale van het US Open 1984 met de Zwitserse Christiane Jolissaint aan haar zijde.
Na haar actieve loopbaan richtte zij zich op de journalistiek, waar zij fungeert als tenniscommentator voor NOS Studio Sport. Sinds 1987 is zij bij tenniswedstrijden op radio en televisie te horen. In 2022 ontving zij de Theo Koomen Award voor het beste sportverslag van het jaar: de toernooizege van Tim van Rijthoven in Rosmalen.

### Siemens Open
Bijna vijftien jaar lang was zij medetoernooidirecteur van het Siemens Open. Samen met Ivo Pols was zij verantwoordelijk voor de groei van deze internationale ATP-Challenger op de Mets Tennisbanen in Scheveningen. Hiervoor ontvingen zij in 2006 de internationale ATP-Challenger Award alsmede de Promotieprijs van Den Haag.

### Boek
In haar boek Vrouwen op het Centre Court (2007) schrijft zij aan de hand van anekdotes uit de tenniswereld over vrouwen aan de tennistop. Zij geeft een kijkje achter de schermen van dertig jaar vrouwentennis.

### Bestuur
Mesker was bestuurslid van sportkoepel NOC*NSF, secretaris van de WTA, vicevoorzitter IC van Nederland, voorzitter Business Club Klein Zwitserland en lid Adviesraad voor Sport in Den Haag.

### NL Tennis Podcast
Sinds 2020 maakt zij samen met videomaker Jan-Willem de Lange de NL Tennis Podcast. Daarnaast geeft zij communicatie- en mediatrainingen.

### Tenniscarrière
Enkelspel – In 1986 won zij de eerste editie van het WTA-toernooi van Oklahoma.
Dubbelspel – Mesker stond negentien keer in een WTA-finale, waarvan zij er tien won:
- 1981: het Avon Futures in Roanoke
- 1981: het Avon Futures in Columbus
- 1981: het Avon Futures in Nashville
- 1982: het Avon Futures of Hampton Roads in Newport News
- 1983: het Swiss Open in Lugano
- 1984: het Virginia Slims van Denver
- 1984: het Virginia Slims van Pittsburgh
- 1984: het Swiss Open in Lugano
- 1985: het Dutch Open in 't Melkhuisje (Hilversum)
- 1986: het toernooi van Oklahoma waar ze ook de enkelspeltitel won

## Posities op deWTA-ranglijst
Positie per einde seizoen:
| jaar | rang enkelspel | rang dubbelspel |
| ---- | -------------- | --------------- |
| 1983 | 44             | –               |
| 1984 | 37             | –               |
| 1985 | 69             | –               |
| 1986 | 31             | 34              |
| 1987 | 148            | 46              |
| 1988 | 356            | 103             |

## Palmares

### WTA-finaleplaatsen enkelspel
| nr.              | finale     | toernooi     | ondergrond | tegenstandster | score         |
| ---------------- | ---------- | ------------ | ---------- | -------------- | ------------- |
| gewonnen finales |            |              |            |                |               |
| 1.               | 1986-03-02 | WTA Oklahoma | tapijt (i) | Lori McNeil    | 6-4, 4-6, 6-3 |

### WTA-finaleplaatsen vrouwendubbelspel
| nr.              | finale             | toernooi                                     | ondergrond    | partner               | tegenstandsters                     | score         |
| ---------------- | ------------------ | -------------------------------------------- | ------------- | --------------------- | ----------------------------------- | ------------- |
| gewonnen finales |                    |                                              |               |                       |                                     |               |
| 01.              | 1981-01-30         | WTA Roanoke                                  | tapijt (i)    | Christiane Jolissaint | Kateřina Skronská Marcela Skuherská | 6-1, 3-6, 6-1 |
| 02.              | 1981-02-15         | WTA Columbus                                 | hardcourt (i) | Christiane Jolissaint | Renee Blount Jane Stratton          | 6-3, 6-4      |
| 03.              | 1981-02-22         | WTA Nashville                                | tapijt (i)    | Christiane Jolissaint | Marjorie Blackwood Susan Leo        | 6-3, 6-3      |
| 04.              | 1982-01-17         | WTA Newport News                             | tapijt (i)    | Carol Baily           | Lucia Romanov Corinne Vanier        | 6-2, 6-1      |
| 05.              | 1983-05-15         | WTA Lugano                                   | gravel        | Christiane Jolissaint | Petra Delhees Patricia Medrado      | 6-2, 3-6, 7-5 |
| 06.              | 1984-01-23         | WTA Denver                                   | hardcourt (i) | Anne Hobbs            | Sherry Acker Candy Reynolds         | 6-2, 6-3      |
| 07.              | 1984-01-29         | WTA Pittsburgh                               | tapijt (i)    | Christiane Jolissaint | Anna-Maria Fernandez Trey Lewis     | 7-6, 6-4      |
| 08.              | 1984-05-13         | WTA Lugano                                   | gravel        | Christiane Jolissaint | Iva Budařová Marcela Skuherská      | 6-4, 6-3      |
| 09.              | 1985-11-10         | WTA Hilversum                                | tapijt (i)    | Catherine Tanvier     | Sandra Cecchini Sabrina Goleš       | 6-2, 6-2      |
| 10.              | 1986-03-02         | WTA Oklahoma                                 | tapijt (i)    | Pascale Paradis       | Lori McNeil Catherine Suire         | 2-6, 7-6, 6-1 |
| verloren finales |                    |                                              |               |                       |                                     |               |
| 1.               | 1980-01-02 (1979*) | Australian Open                              | gras          | Leanne Harrison       | Judy Chaloner Dianne Evers          | 2-6, 6-1, 0-6 |
| 2.               | 1981-04-05         | WTA Boise                                    | tapijt (i)    | Christiane Jolissaint | Sherry Acker Paula Smith            | 5-7, 6-7      |
| 3.               | 1985-01-06         | Ginny Championships Port St. Lucie (Florida) | hardcourt (i) | Christiane Jolissaint | Betsy Nagelsen Paula Smith          | 3-6, 4-6      |
| 4.               | 1985-03-10         | WTA Princeton                                | tapijt (i)    | Elizabeth Smylie      | Martina Navrátilová Pam Shriver     | 5-7, 2-6      |
| 5.               | 1985-03-17         | WTA Dallas                                   | tapijt (i)    | Pascale Paradis       | Barbara Potter Sharon Walsh         | 7-5, 4-6, 6-7 |
| 6.               | 1985-08-11         | WTA Toronto                                  | hardcourt     | Pascale Paradis       | Gigi Fernández Martina Navrátilová  | 4-6, 0-6      |
| 7.               | 1985-12-15         | WTA Tokio                                    | tapijt (i)    | Elizabeth Smylie      | Claudia Kohde-Kilsch Helena Suková  | 0-6, 4-6      |
| 8.               | 1987-05-24         | WTA Straatsburg                              | gravel        | Kathleen Horvath      | Jana Novotná Catherine Suire        | 0-6, 2-6      |
| 9.               | 1987-07-12         | WTA Knokke-Heist                             | gravel        | Kathleen Horvath      | Bettina Bunge Manuela Maleeva       | 6-4, 4-6, 4-6 |

* Als toernooi-jaar geldt 1979.

## Resultaten grandslamtoernooien
| Legenda | Legenda                          |
| ------- | -------------------------------- |
| g.t.    | geen toernooi gehouden           |
| l.c.    | lagere categorie                 |
| –       | niet deelgenomen                 |
| G       | uitgeschakeld in de groepsfase   |
| 1R      | uitgeschakeld in de eerste ronde |
| 2R      | uitgeschakeld in de tweede ronde |
| 3R      | uitgeschakeld in de derde ronde  |
| 4R      | uitgeschakeld in de vierde ronde |
| KF      | uitgeschakeld in de kwartfinale  |
| HF      | uitgeschakeld in de halve finale |
| F       | de finale verloren               |
| W       | het toernooi gewonnen            |
| w-v     | winst/verlies-balans             |

### Enkelspel
| Toernooi        | 1979 | 1980 | 1981 | 1982 | 1983 | 1984 | 1985 | 1986 | 1987 | 1988 |
| --------------- | ---- | ---- | ---- | ---- | ---- | ---- | ---- | ---- | ---- | ---- |
| Australian Open | 1R   | 2R   | –    | 2R   | 2R   | 3R   | 2R   | g.t. | –    | 1R   |
| Roland Garros   | –    | 2R   | –    | 3R   | 1R   | 2R   | 1R   | 3R   | 1R   | 1R   |
| Wimbledon       | 3R   | 2R   | 2R   | 2R   | 2R   | 1R   | 3R   | 2R   | 2R   | –    |
| US Open         | –    | 1R   | 3R   | –    | 1R   | 1R   | 1R   | –    | –    | –    |

### Vrouwendubbelspel
| Toernooi        | 1979 | 1980 | 1981 | 1982 | 1983 | 1984 | 1985 | 1986 | 1987 | 1988 |
| --------------- | ---- | ---- | ---- | ---- | ---- | ---- | ---- | ---- | ---- | ---- |
| Australian Open | F    | 3R   | 2R   | KF   | 2R   | 3R   | KF   | g.t. | –    | 3R   |
| Roland Garros   | –    | –    | 1R   | 1R   | 2R   | 2R   | 1R   | 3R   | 1R   | 2R   |
| Wimbledon       | –    | 2R   | 1R   | 1R   | 2R   | 2R   | 1R   | –    | 1R   | 2R   |
| US Open         | –    | 3R   | 1R   | –    | –    | HF   | 3R   | –    | 1R   | 1R   |

### Gemengd dubbelspel
| Toernooi        | 1981 | 1982 | 1983 | 1984 | 1985 |
| --------------- | ---- | ---- | ---- | ---- | ---- |
| Australian Open | –    | –    | –    | –    | –    |
| Roland Garros   | –    | –    | –    | –    | –    |
| Wimbledon       | 2R   | 1R   | –    | 2R   | 1R   |
| US Open         | –    | –    | –    | –    | –    |